# Kelly Stubbins
Kelly Stubbins (Mount Waverley, 24 de marzo de 1984) es una deportista australiana que compitió en natación.
Ganó tres medallas en el Campeonato Mundial de Natación en Piscina Corta, en los años 2008 y 2010.

## Palmarés internacional
| Campeonato Mundial en Piscina Corta | Campeonato Mundial en Piscina Corta | Campeonato Mundial en Piscina Corta | Campeonato Mundial en Piscina Corta |
| Año                                 | Lugar                               | Medalla                             | Prueba                              |
| ----------------------------------- | ----------------------------------- | ----------------------------------- | ----------------------------------- |
| 2008                                | Mánchester (Reino Unido)            | Medalla de plata                    | 4 × 100 m libre                     |
| 2008                                | Mánchester (Reino Unido)            | Medalla de bronce                   | 4 × 200 m libre                     |
| 2010                                | Dubái (EAU)                         | Medalla de plata                    | 4 × 200 m libre                     |